# 広瀬栄一
広瀬 栄一（ひろせ えいいち、1911年〈明治44年〉1月23日 - 1988年〈昭和63年〉5月1日）は、日本の陸軍軍人、陸上自衛官。最終階級は陸軍中佐、陸将。

## 経歴

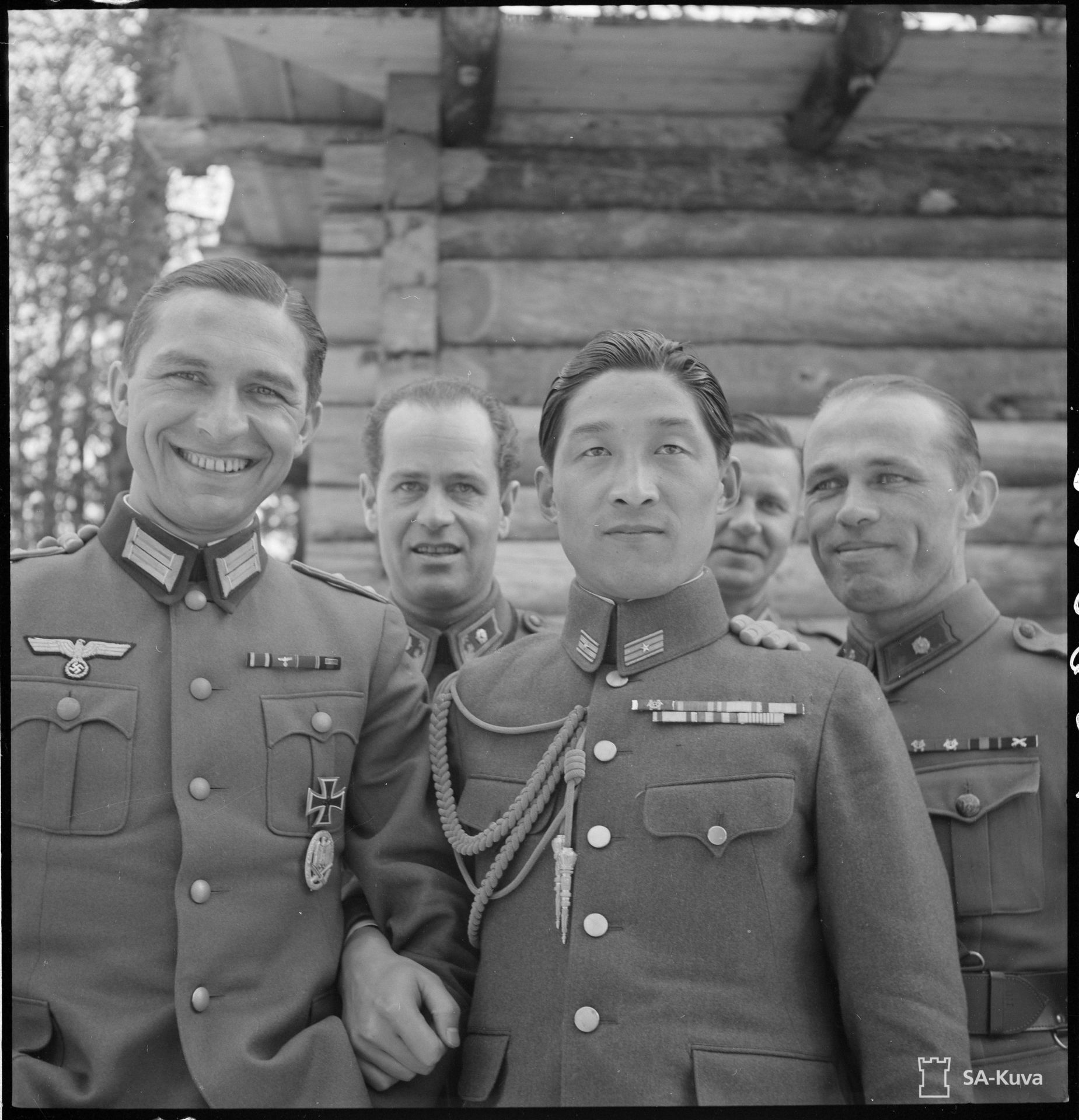
駐フィンランド武官時代の広瀬（写真中央）

香川県出身。旧制高松中学（現・香川県立高松高等学校）、広島陸軍幼年学校、陸軍予科士官学校を経て、1931年（昭和6年）7月、陸軍士官学校（43期）を卒業、同年10月、陸軍少尉任官、1938年（昭和13年）5月、陸軍大学校（50期）を卒業。砲兵畑を進む。
第二次世界大戦中、日本とフィンランドの間では暗号解読等の対ソ連情報協力が行われていた。
広瀬は在フィンランド公使館付武官輔佐官（当時の階級は中佐）として暗号解読に尽力した。
1946年（昭和21年）1月、巣鴨プリズン収監。当時の肩書は陸軍次官秘書官。
戦後は警察予備隊に入隊し、情報教育部門（調査学校の前身）の立ち上げを主導した。警察予備隊が保安隊を経て、陸上自衛隊に改編し、陸上自衛官となる。
1960年（昭和35年）、広瀬（当時の肩書は陸幕2部長）がハワイの太平洋陸軍情報部長を訪問し、第1回の日米情報会議が執り行われた。その後、陸上自衛隊富士学校長兼富士駐とん地司令、第12師団長、北部方面総監等の要職を歴任し、1968年（昭和43年）3月16日、陸将で退官。
1980年（昭和55年）、ソ連のスパイによる諜報事件である宮永スパイ事件における裁判では、特別弁護人を務めた。その際の肩書には「元情報士官」、「元陸将」とあった。
1983年（昭和58年）から死去するまで日本郷友連盟会長を務めた。
1988年（昭和63年）5月1日、死去。叙・従四位。

## 栄典
- 勲二等瑞宝章 - 1981年（昭和56年）4月29日[8]

## 著作
- 『自衛隊幹部OB100人の防衛直言』（1983年1月 日本工業新聞社 ISBN 4-8191-0580-9） 監修